# Embraer
Embraer SA là tập đoàn hàng không vũ trụ của Brasil, chuyên sản xuất máy bay thương mại, quân sự, nông nghiệp và cung cấp dịch vụ hàng không. Công ty có trụ sở tại São José dos Campos, São Paulo. Embraer là nhà sản xuất máy bay dân dụng lớn thứ ba thế giới, sau Boeing và Airbus.
Embraer và Boeing đã công bố một bản kế hoạch ngày 26 tháng 2 năm 2019, theo đó sẽ thành lập một liên doanh có tên Boeing Brasil - Commercial với mục đích tiếp thị các dòng máy bay phản lực hai động cơ tầm ngắn đến tầm trung là E-Jet và E-Jet E2. Boeing sẽ sở hữu 80% công ty mới, còn lại 20% của Embraer. Việc sáp nhập này chỉ bao gồm bộ phận sản xuất máy bay thương mại của Embraer.

## Doanh số máy bay thương mại
| Năm                    |      |      |      |      |      |      | 1996 | 1997 | 1998 | 1999 |
| ---------------------- | ---- | ---- | ---- | ---- | ---- | ---- | ---- | ---- | ---- | ---- |
| Số đơn hàng thành công |      |      |      |      |      |      | 4    | 32   | 60   | 96   |
| Năm                    | 2000 | 2001 | 2002 | 2003 | 2004 | 2005 | 2006 | 2007 | 2008 | 2009 |
| Số đơn hàng thành công | 160  | 161  | 131  | 101  | 148  | 141  | 130  | 169  | 204  | 244  |
| Năm                    | 2010 | 2011 | 2012 | 2013 | 2014 | 2015 | 2016 | 2017 | 2018 | 2019 |
| Số đơn hàng thành công | 246  | 204  | 205  | 209  | 208  | 221  | 225  | 210  | 181  |      |

### Hình ảnh

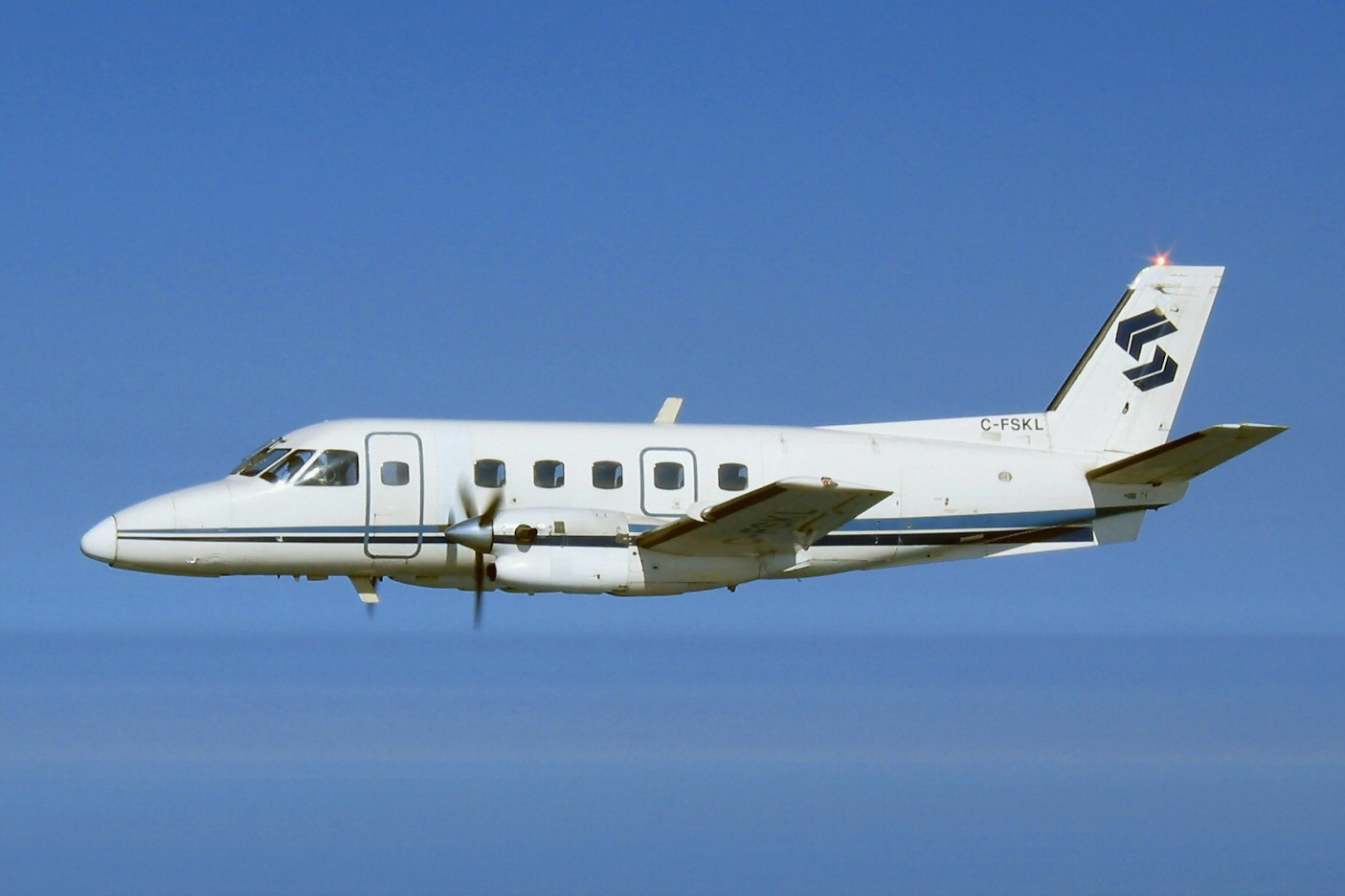
EMB 110 Bandeirante
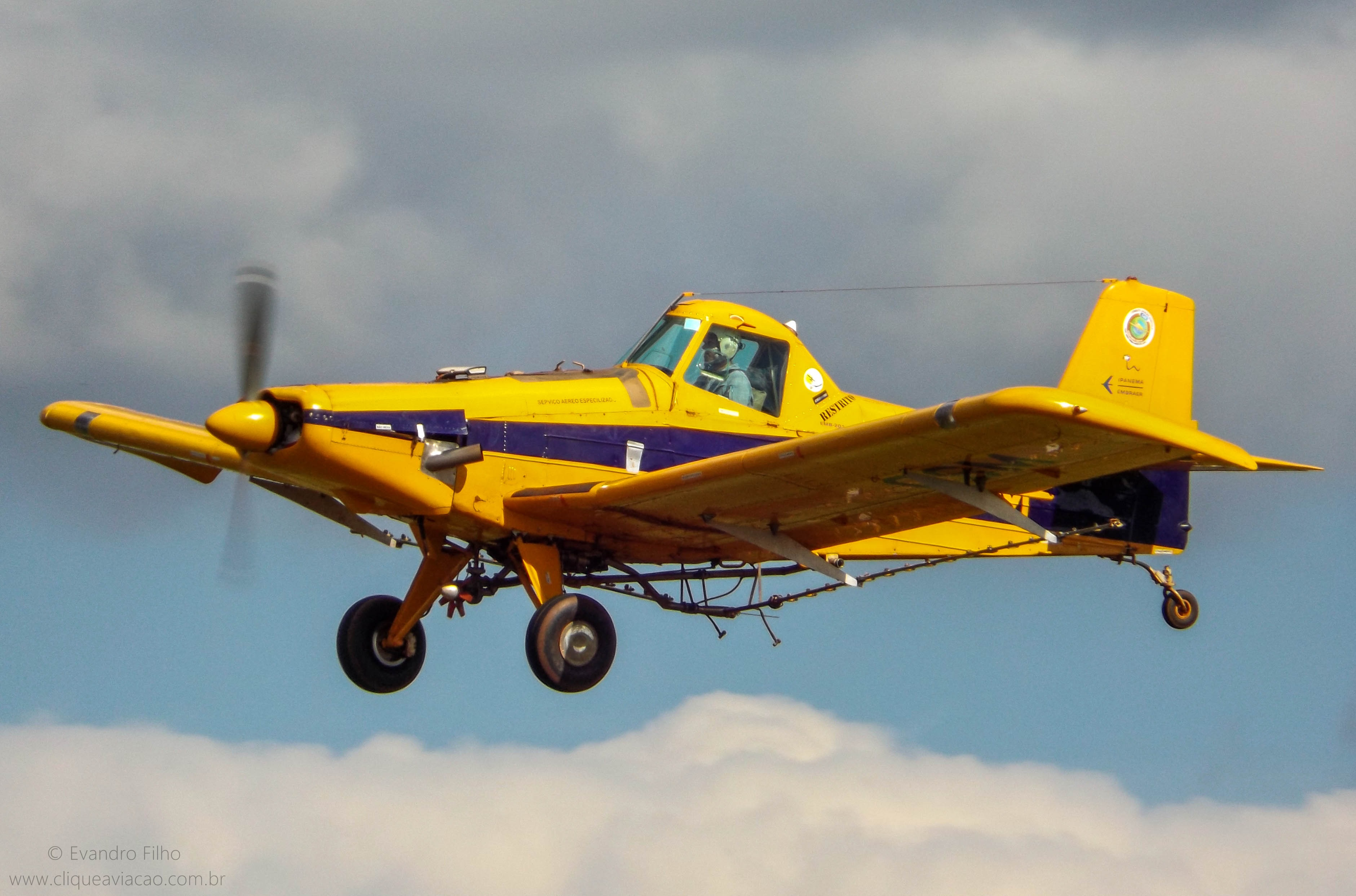
EMB 202 Ipanema
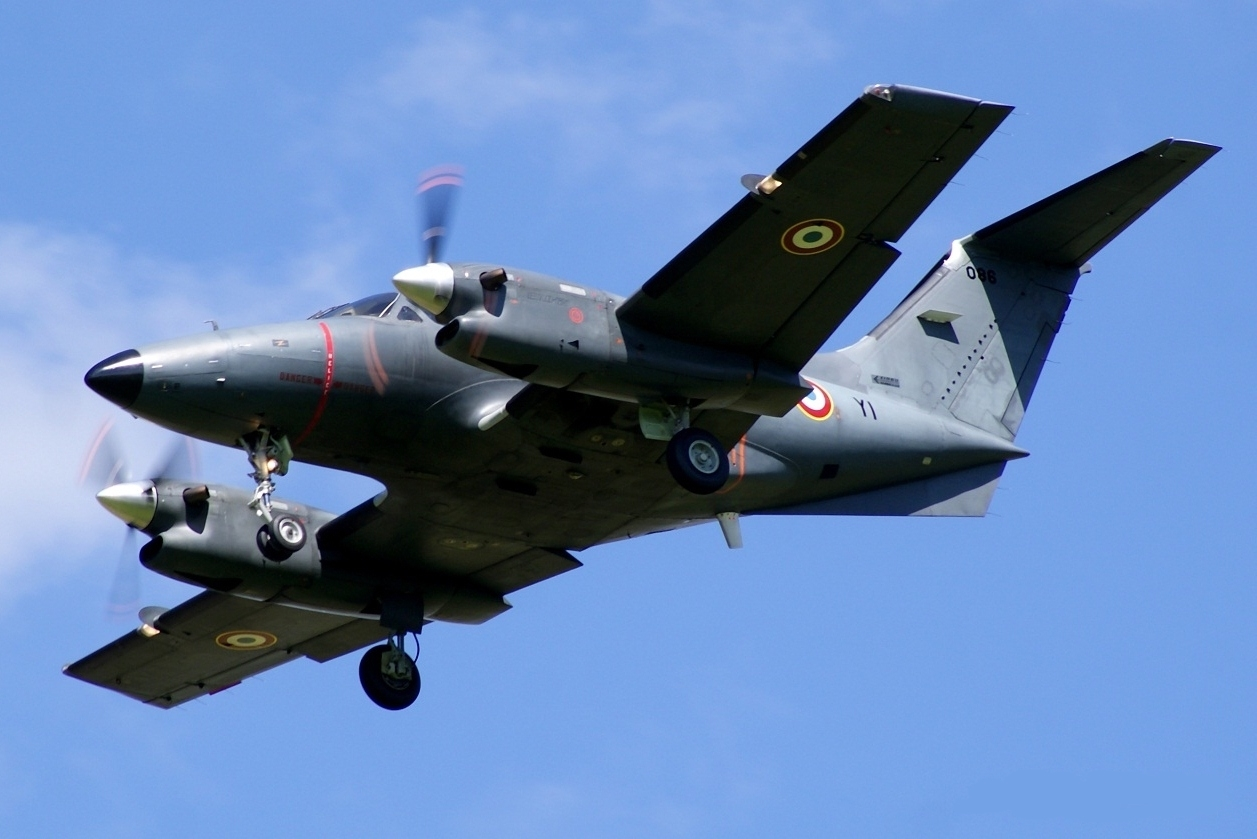
EMB 121 Xingu
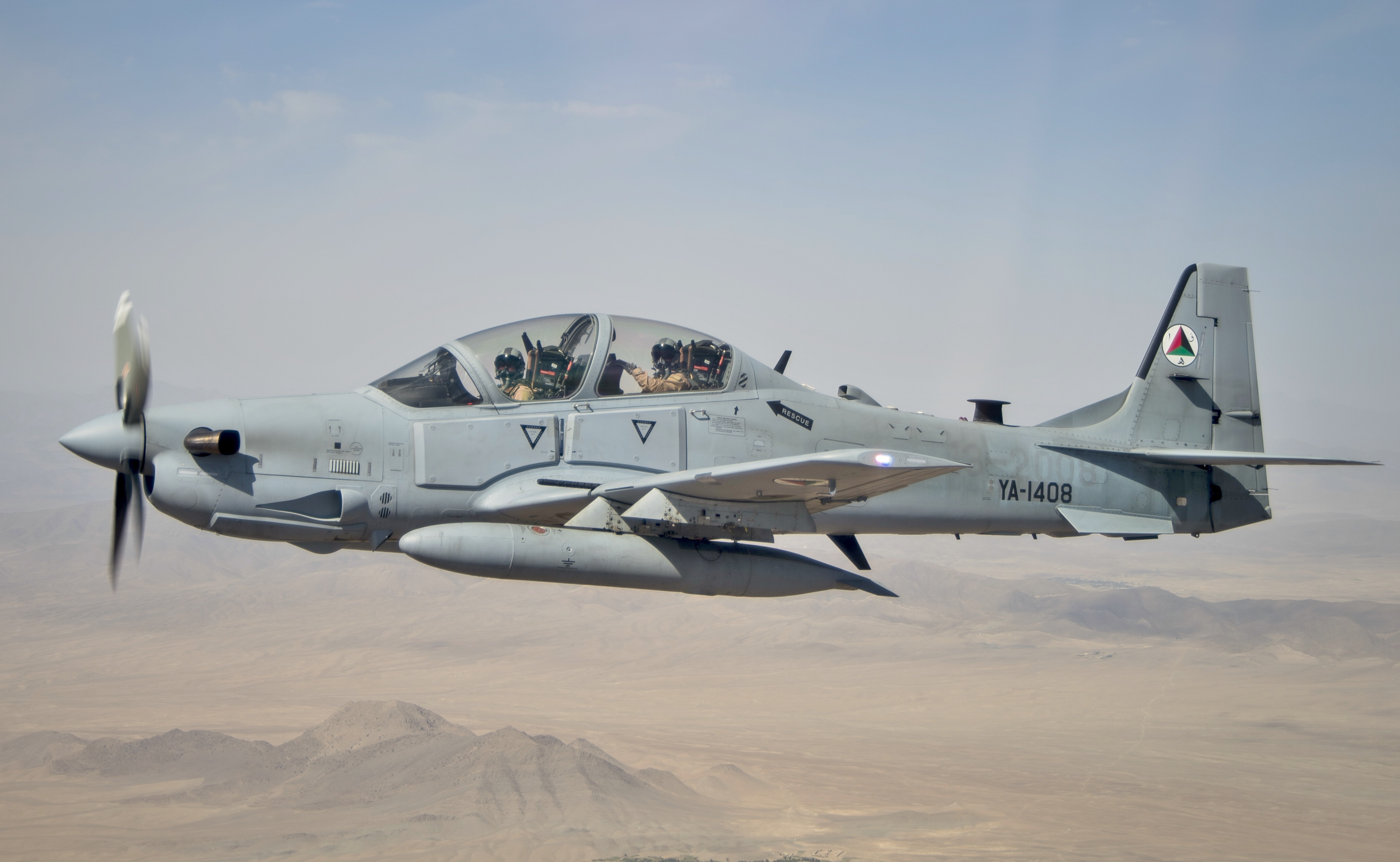
EMB 312 Tucano / 314 Super T.
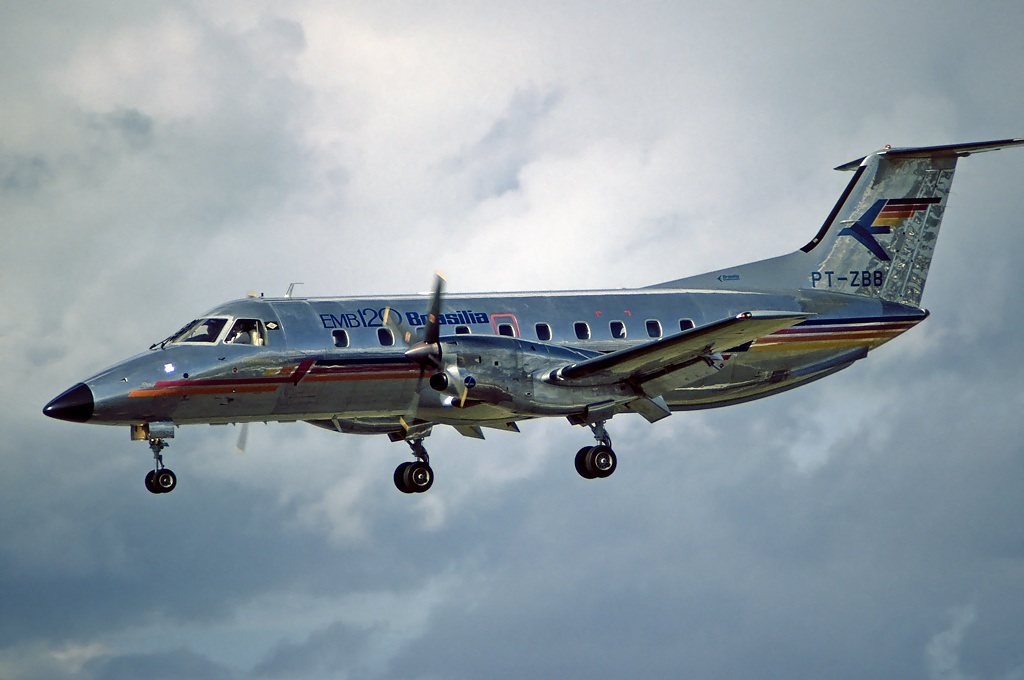
EMB 120 Brasíc
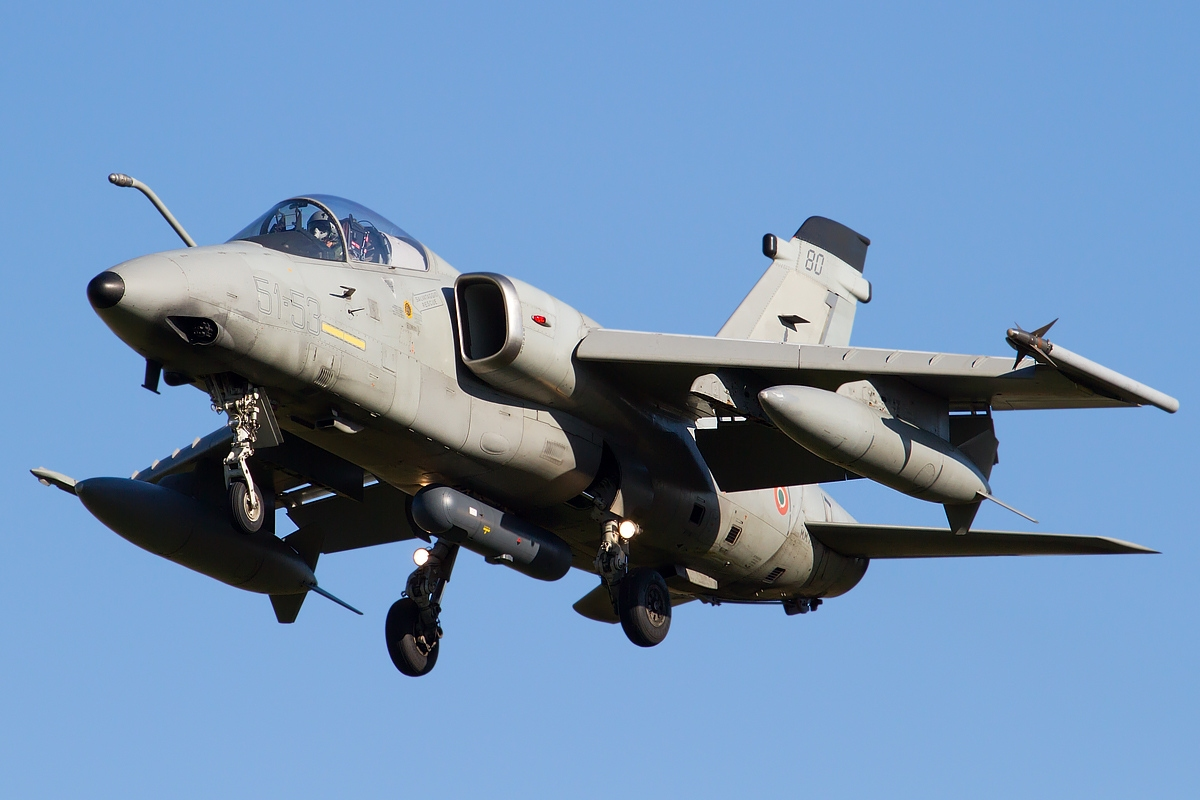
AMX
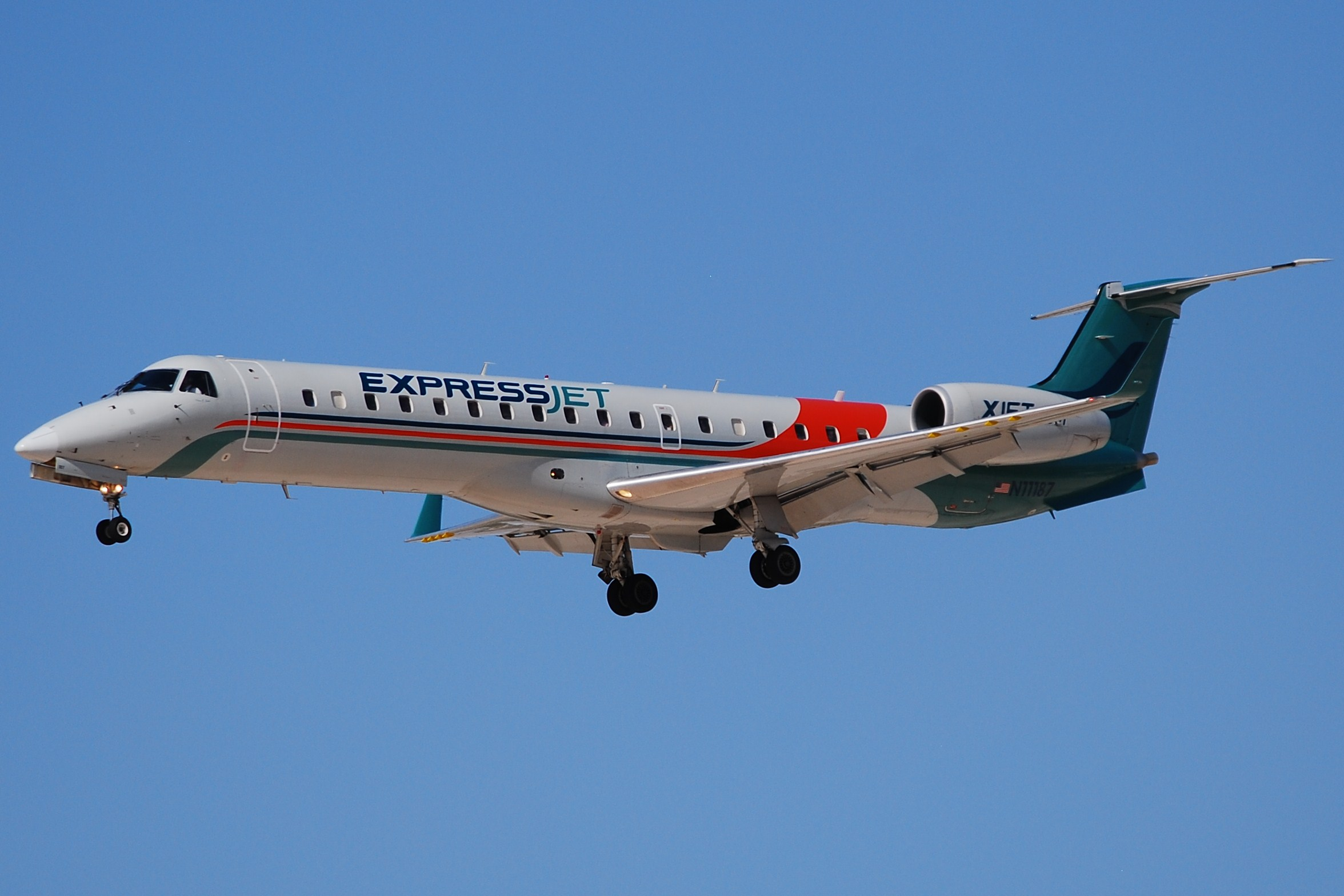
ERJ 145 / Legacy 600 / R-99
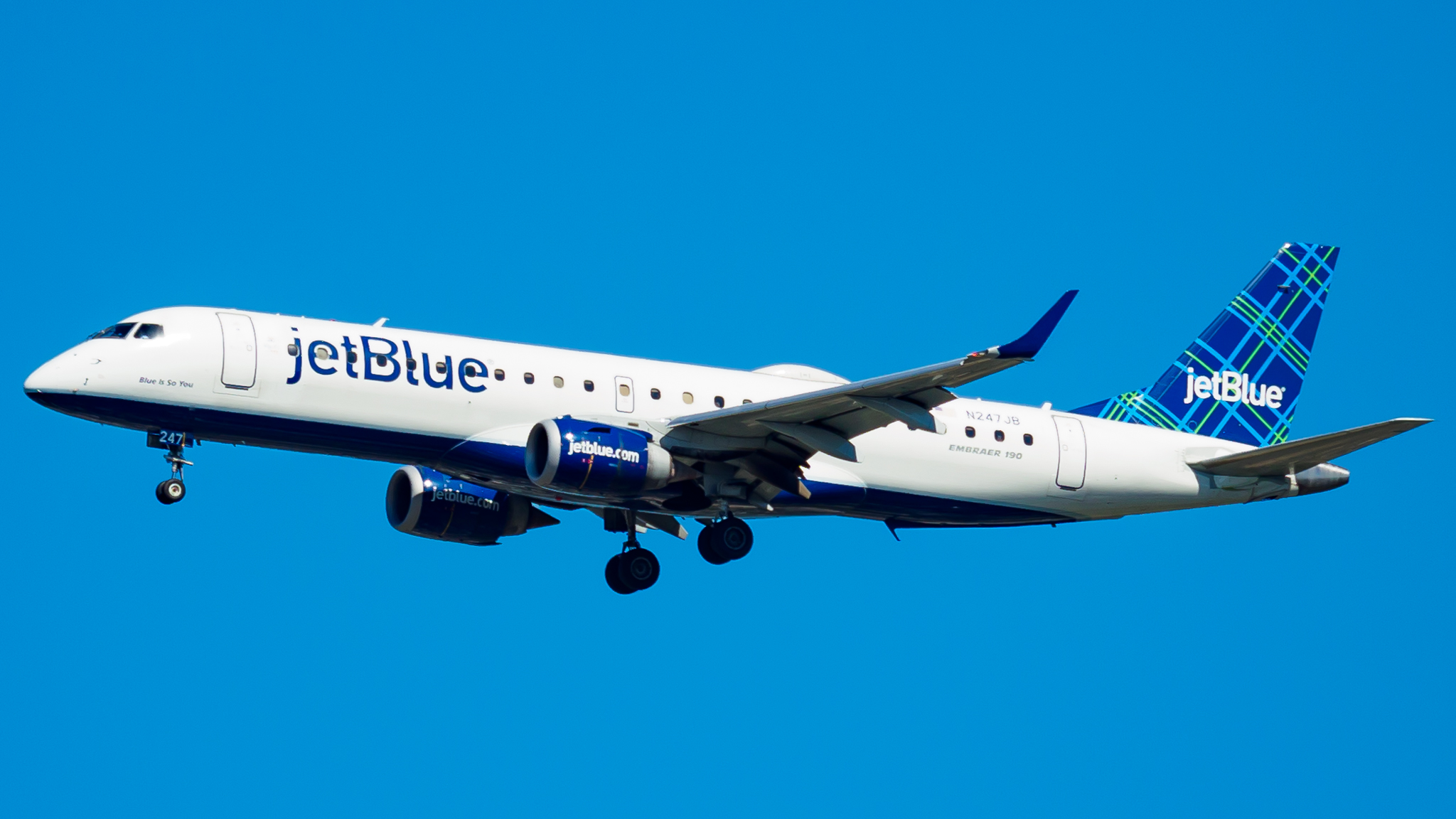
Embraer E-Jets / Lineage 1000 / E-Jet E2
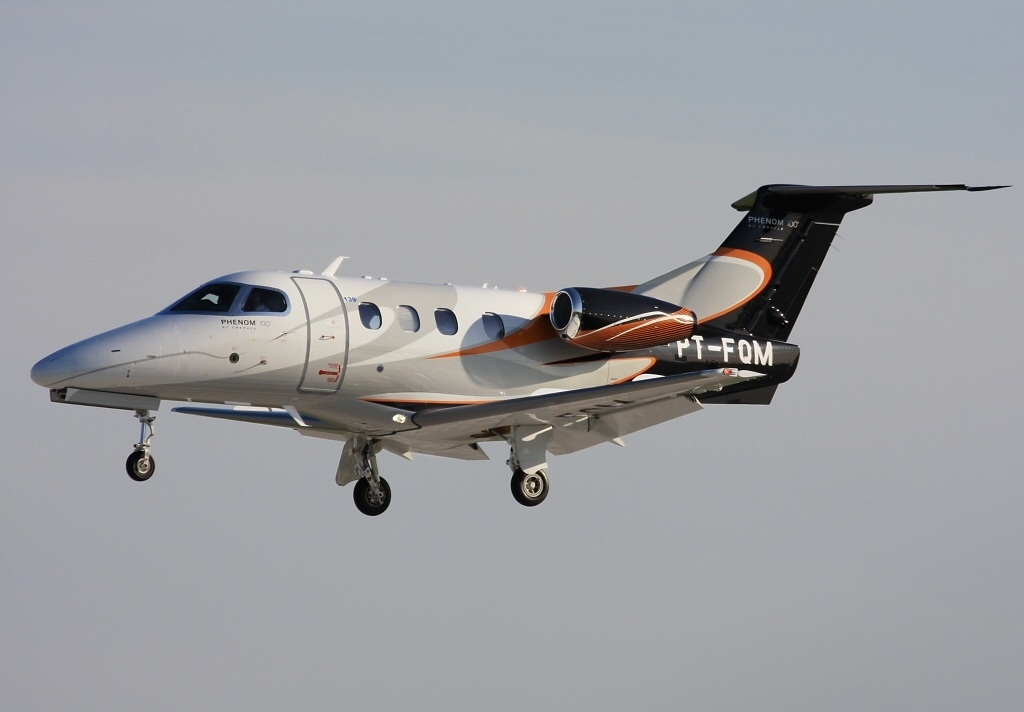
Phenom 100
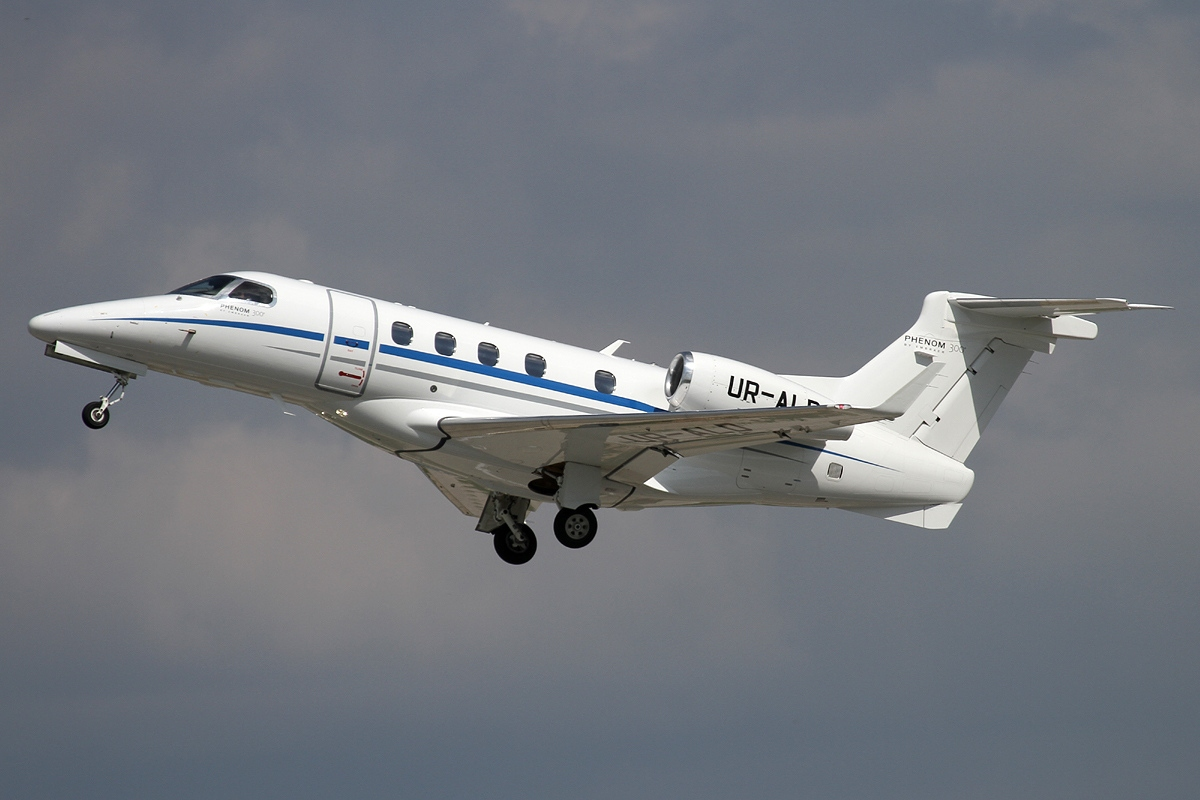
Phenom 300
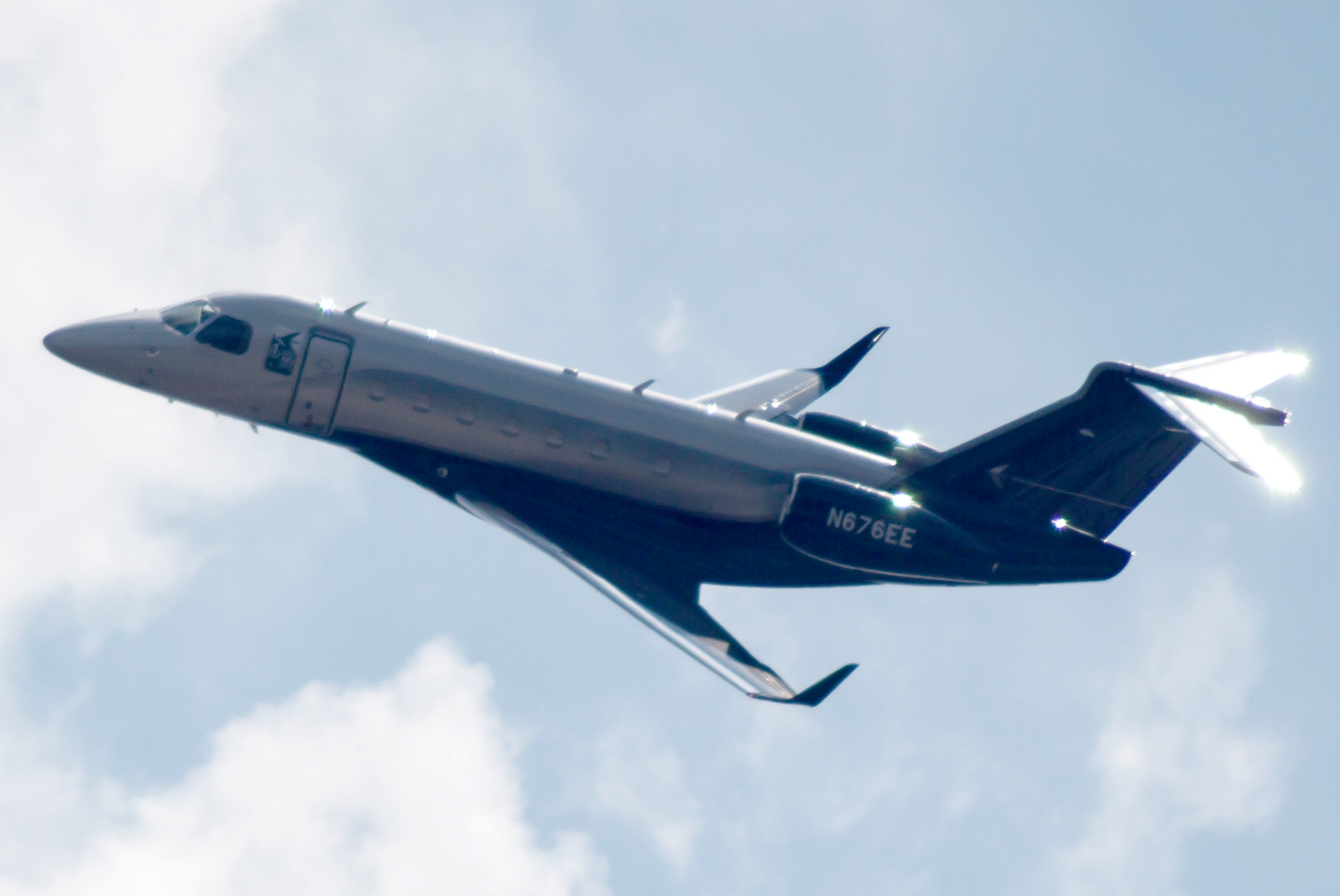
Legacy 450/500 / Praetor 500/600
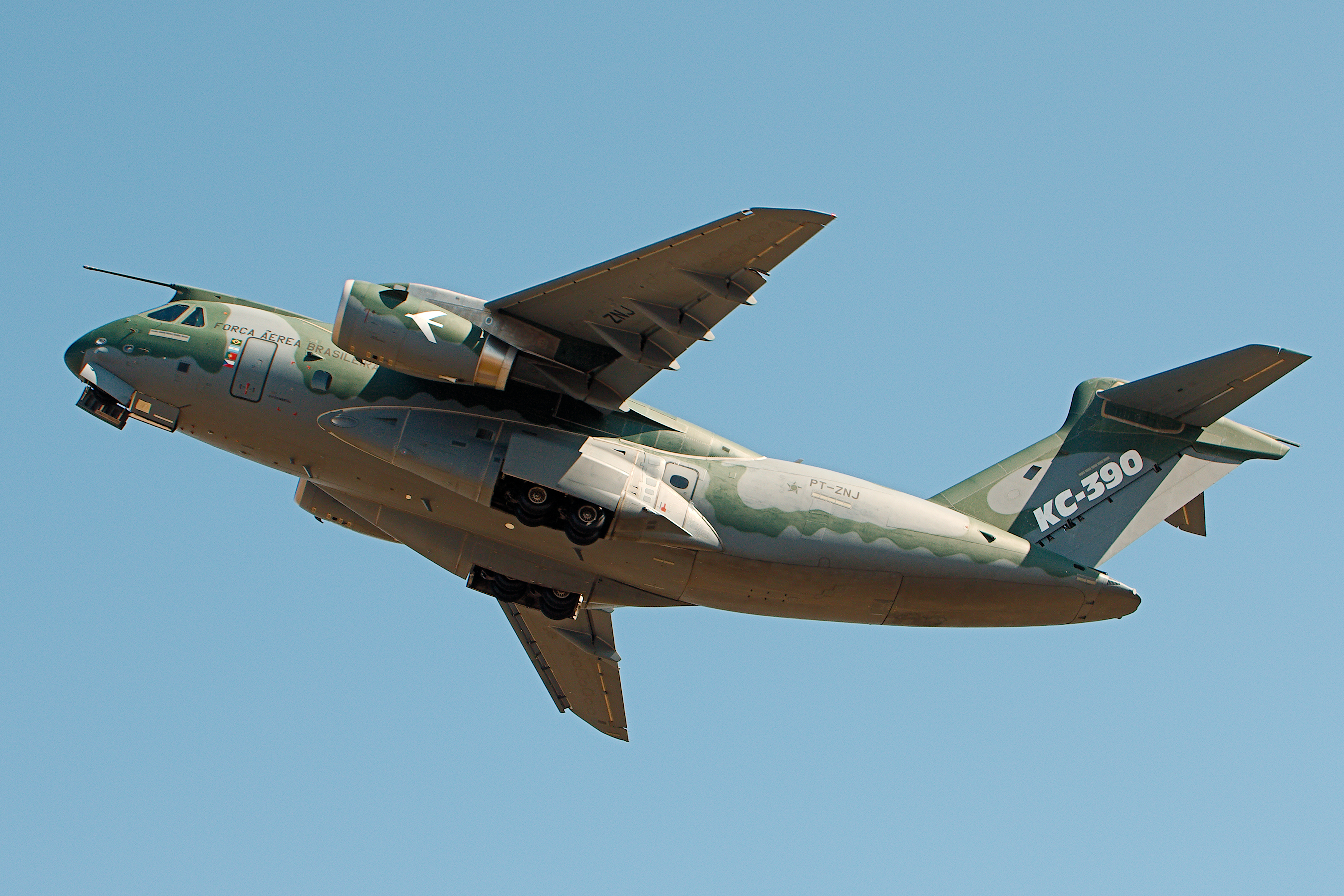
KC-390
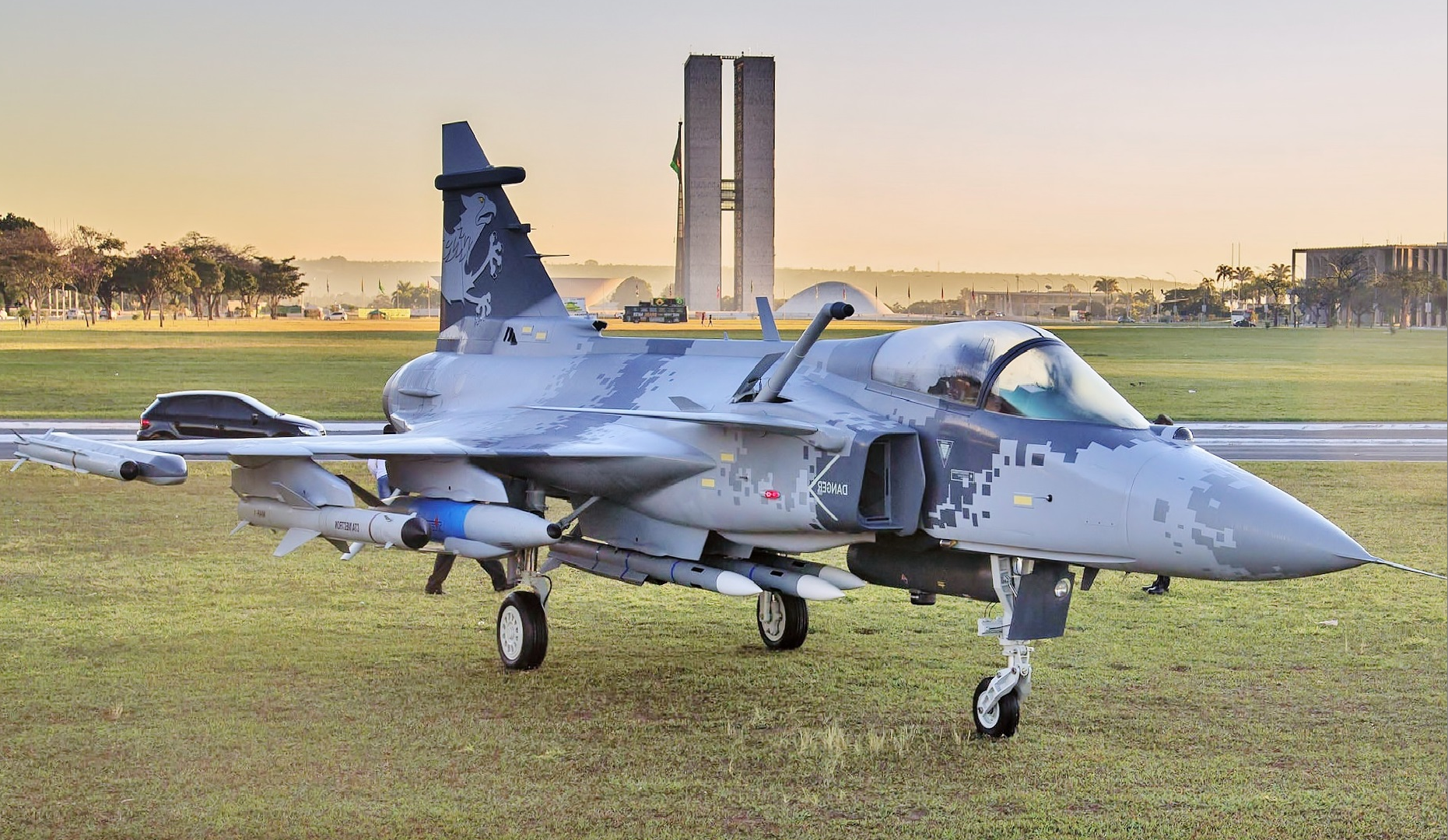
JAS 39 Gripen E / F